# Clostera capucina
Clostera capucina är en fjärilsart som beskrevs av Walter Karl Johann Roepke 1944. Clostera capucina ingår i släktet Clostera och familjen tandspinnare. Inga underarter finns listade i Catalogue of Life.